# Sjarhej Kisljak
Sjarhej Wiktarawitsch Kisljak (belarussisch Сяргей Віктаравіч Кісляк; * 6. August 1987 in Kamjanez) ist ein belarussischer Fußballspieler.

## Karriere

### Vereine
Kisljak begann seine Profikarriere 2002 bei FC RUOR Minsk und wechselte 2004 zum Ligarivalen FK Dinamo Minsk. Nach sechs Jahren für Dinamo begann er ab 2011 mit seinem Wechsel zu Rubin Kasan seine Karriere im Ausland fortzusetzen. Für Rubin spielte er bis zum Sommer 2016, während ihn dieser Verein 2012 zwischenzeitlich an den Ligakonkurrenten FK Krasnodar auslieh.
Zur Saison 2016/17 verpflichtete ihn der türkische Erstligist Gaziantepspor. Nachdem dieser Verein zum Sommer 2017 den Klassenerhalt verfehlt hatte, wurde Kisljak für die neue Saison nicht in den Kader aufgenommen.

### Nationalmannschaft
Kisljak begann seine Nationalmannschaftskarriere 2003 mit einem Einsatz für die  belarussische U-17-Nationalmannschaft. Anschließend spielte er für die U-19- und U-21-Auswahl seines Landes, ehe er im November 2009 während eines Testspiels gegen Saudi-Arabien für die belarussische Nationalmannschaft debütierte.